# Stan Koziol
Joseph Stanley "Stan" Koziol (29 de julio de 1965 - ✝ 23 de marzo de 2014) fue un centrocampista de fútbol estadounidense que jugó profesionalmente en la Major Indoor Soccer League, la National Professional Soccer League y la American Professional Soccer League. También compitió con el equipo nacional de fútbol de Puerto Rico en 1992.

## Carrera

### Juventud
Koziol, es el hermano mayor de Joe Koziol, se graduó de la Escuela Secundaria Clifton, NJ. Asistió a la Universidad Loyola Maryland, jugando en el equipo de fútbol masculino 1983-1987. Tiene un récord de asistencia en la carrera de la escuela y fue segundo equipo All American 1986 y 1987. En 1994, Koziol fue incluido en el Salón de la Fama de Loyola.

### Profesional
En 1988, Koziol comenzó su carrera profesional con el Maryland Bays de la Liga de fútbol estadounidense. En 1989, se trasladó a Boston Bolts donde pasó dos temporadas. En la temporada 1989, los Bolts jugaron en la liga profesional de fútbol estadounidense. Posteriormente jugó al fútbol rápido con los Baltimore Blast, el Hershey Impact y los Canton Invaders. 

### Internacional
Aunque no tenía ninguna conexión personal o familiar con Puerto Rico, aun así resultaba habilitado por FIFA para representar al país caribeño por ser ciudadano estadounidense, dado el carácter de Estado asociado que Puerto Rico mantenía con Estados Unidos.
Así fue como Koziol compitió con el equipo nacional de fútbol de Puerto Rico durante los partidos de clasificación para la Copa Mundial de 1994.

## Vida personal
Murió el 3 de marzo de 2014, después de una corta batalla con la leucemia, a la edad de 48 años.